# Ferrovia Spalato-Signo
La ferrovia Spalato-Signo era una linea ferroviaria a scartamento ridotto bosniaco (760 mm) che collegava la città di Spalato, sulla costa del mare Adriatico, con la località di Signo, posta nell'entroterra.

## Storia
La linea venne costruita dall'Impero austro-ungarico come primo tratto di una linea che, nelle intenzioni, avrebbe unito Spalato, sulla costa adriatica della Dalmazia, con la città di Sarajevo, capitale della Bosnia ed Erzegovina.
Dopo l'inaugurazione della prima tratta, avvenuta nel 1903, la crisi bosniaca e poi lo scoppio della prima guerra mondiale bloccarono i lavori di costruzione, che non furono più ripresi.
La linea rimase confinata al solo interesse locale e, a partire dal secondo dopoguerra, soffrì della concorrenza del trasporto stradale. Venne chiusa all'esercizio nel 1962.

## Caratteristiche

### Percorso
| Head station |

| Station on track |

| Unknown route-map component "xABZgl" |

| Unknown route-map component "exBHF" |

| Unknown route-map component "exHST" |

| Unknown route-map component "exHST" |

| Unknown route-map component "exBHF" |

| Unknown route-map component "exHST" |

| Unknown route-map component "exHST" |

| Unknown route-map component "exHST" |

| Unknown route-map component "exHST" |

| Unknown route-map component "exHST" |

| Unknown route-map component "exKBHFe" |